# Феринихингский мирный договор
Феринихингский мирный договор — мирный договор, подписанный 31 мая 1902 года в Претории и положивший конец Второй англо-бурской войне. Бурские республики потеряли независимость и вошли в состав Британской империи, но бюргеры получили амнистию, материальную компенсацию имущественных потерь, сохранили африкаанс и не допустили получения чёрным населением избирательных прав. Название договор получил по селению Феринихинг, где проходили бурские дебаты по поводу договора.

## Предыстория
В конце февраля 1900 года войска буров потерпели 2 крупных поражения: при Пардеберге и Ледисмите. С того момента они уже не могли вступать в генеральные сражения с британцами. 5 марта правительства обеих республик направили в Лондон телеграмму, в которой просили прекратить войну на условиях сохранения независимости их государств, свободы и имущества буров. Лорд Солсбери ответил, что его правительство не намерено в будущем ставить себя под угрозу нового нападения буров, и о независимости не может быть и речи. К лету бурские территории были захвачены, и бюргеры начали партизанскую войну. В феврале 1901 года трансваальцы провели безуспешные переговоры с главнокомандующим лордом Китченером. В мае скудные запасы и низкий моральных дух ополченцев вынудили трансваальцев предложить союзникам начать серьёзные переговоры с врагом. Правительство Оранжевой республики отвергло предложение, что вместе с несколькими одержанными вскоре победами заставило Трансвааль продолжать войну.
В марте 1902 года трансваальцы всё же решили начать переговоры. Вице-президент Схалк Бюргер, фактически являвшийся главой государства (Пауль Крюгер находился в Европе), получил от Китченера пропуск в оккупированный Кронштадт и отправился туда с правительством, прислав союзникам просьбу также явиться туда для начала переговоров. Правительство Оранжевой республики было крайне разочаровано инициативой Бюргера, но считало невозможным сепаратные переговоры Трансвааля и потому присоединилось к ним.

## Начало переговоров
9 апреля правительства Трансвааля и Оранжевой республики собрались в Клерксдорпе. Транвааль представляли вице-президент Бюргер, государственный секретарь Фрэнсис Рейц, главнокомандующий Луис Бота, генерал Кос де ла Рей, Л. Мейер, Я. Крог и государственный прокурор Л. Якобс (не член правительства). Со стороны Оранжевого государства присутствовали президент Мартинус Тёнис Стейн, государственный секретарь В. Бребнер, главнокомандующий Христиан де Вет, его заместитель Джеймс Герцог и генерал К. Оливир. После дебатов о необходимости очных переговоров, на следующий день Китченеру в Преторию было послано письмо, где буры выразили готовность начать переговоры о мире. Для разработки конкретных предложений была создана комиссия в составе Бюргера, Рейца, Стейна и Герцога. Они составили конкретные предложения для мирного договора, где предлагали «вечный союз дружбы и мира», экономический союз, взаимную амнистию, равноправие английского и нидерландского языков, создание третейских судов для разрешения будущих конфликтов. Этот документ был готов 11 апреля, вечером того же дня буры получили приглашение Китченера на очные переговоры в Преторию.
Китченера предложенные условия не удовлетворили, но буры уговорили его телеграфировать их на следующий день в Лондон. Оттуда 13 апреля пришёл ответ, что не может быть и речи о дальнейшем независимом существовании бурских республик. Тогда члены правительств обеих республик заявили, что у них нет полномочий вести переговоры о таком монументальном вопросе, как независимость государств. Новая телеграмма 16 апреля из Лондона выражала недоумение позицией буров, так как согласие буров на переговоры фактически означало признание потери суверенитета: это условие ставилось британцами всегда, и за последнее время положение бюргеров только ухудшалось. Бурские лидеры заявили, что лишь весь народ может дать ответ на данный вопрос, и было решено устроить собрание уполномоченных депутатов. 18 апреля Бота, де ла Рей и де Вет выехали в округа и отряды (там находились все бюргеры кроме пленённых и перешедших на сторону врага), где вскоре состоялись выборы представителей. Всего было выбрано по 30 депутатов от каждого государства.

## Феринихингское собрание и продолжение переговоров
15 мая депутаты собрались в Феринихинге, где правительства республик разработали для них присягу. Депутаты выбрали председателя, им стал трансваальский генерал К. Бейерс, представлявший Ватерберг. Далее каждому было предложено описать текущую ситуацию и проблемы в их отрядах. Основной проблемой называлась нехватка еды, в числе прочих трудностей выделялись нападения чёрных африканцев и недостаток лошадей. В целом ситуация в Трансваале была хуже, чем в Оранжевом государстве; в десяти истощённых округах было невозможно оставаться. Командовавший капскими отрядами Ян Смэтс рассказал, что надежд на массовые восстания капских буров практически нет.
Заседание 16 мая было посвящено тому, следует ли продолжать войну, и, если нет, то чем можно пожертвовать в переговорах с британцами. Перед этим было решено отклонить посредничество Нидерландов как малоэффективное, равно как и попытки консультироваться с депутацией Крюгера. Некоторые депутаты выражали мнение, что продолжение войны приведёт с истреблению нации африканеров. Им оппонировали, что продолжение войны не обязательно ведёт к поражению, а может позволить добиться свободы. Многие депутаты рассказали, что выбравшие их бюргеры твёрдо велели не соглашаться на потерю независимости; впрочем, по словах некоторых из них, эти бюргеры понятия не имели, что другие отряды находятся в крайне тяжёлом состоянии. Госсекретарь Рейц предложил в качестве аргументов для переговоров с британцами передачу тем Свазиленда (недавно захваченного), золотоносного Витватерсранда и внешней политики республик. Это предложение получило поддержку, хотя многие, в том числе де ла Рей и де Вет, высказались против передачи золотых рудников.
17 мая комиссия из Стейна, Бюргера, Смэтса и Герцога составила редакцию предложения, выставленного британцам. По ней, сохранялась «ограниченная независимость», Великобритания получала: протекторат над республиками, некоторые территории Трансвааля (в предложении они не были названы, но имелись в виду Свазиленд и Витватерсанд), контроль над внешней политикой республик.
Утром 19 мая в Претории снова собрались правительства республик, Китченер, а также верховный комиссар Альфред Милнер. Предложения буров были британцами отвергнуты. Китченер и Милнер указали, что условия мирного договора должны быть разработаны в ключе так называемого «миддельбургского соглашения», представленного Китченером Трансваалю 7 марта 1901 года. Оно, в частности, содержало текст «При первой возможности военное положение будет заменено гражданской администрацией на основаниях, принятых в колониях английской короны. В обеих новых колониях будет на первое время учреждена должность губернатора с административным советом из высших административных лиц, частью из выборных от населения. Правительство его величества желает, однако, установить, как только обстоятельства это дозволят, представительный образ правления с тем, чтобы дать, в конце концов, новым колониям полное самоуправление.» Буры пытались доказать, что их предложение не противоречит этому, и что их территории станут колониями с расширенными правами. Британцы парировали, что те на деле предлагают беспрецедентное создание территорий с двумя правительствами. Они отклонили предложенные земли Трансвааля, так как тот весь переходил под контроль империи. Милнер также выразил недоумение, что буры вообще привезли какое-то предложение, когда они должны были только объявить мнение народа о возможности потери независимости.
После обеденного перерыва Китченер и Милнер окончательно заявили, что мирный договор должен быть заключён в духе миддельбургского соглашения, редакцию которого имела право изменить подкомиссия, в которую от буров вошли Смэтс и судья Рихтер, а от британцев Китченер и Ричард Соломон. 21 мая был зачитан разработанный подкомиссией документ из 12 пунктов, который должен был стать мирным договором. Буры также просили британцев взять на себя оплату квитанций, выписанных во время войны офицерами для снабжения войск едой и другими необходимыми предметами. В то время как Трансвааль выпустил во время войны банковских билетов на миллион фунтов, в Оранжевой республике расплачивались только квитанциями. Милнер не соглашался с этим предложением, так как это означало бы оплату Великобританией расходов на войну против неё. В итоге было решено оставить это на усмотрение британского правительства, чей ответ, видимо, был положительным. Другой проблемой была оплата бурским населением личных долгов. К концу войны большинство рядовых граждан не имели имущества, а потому и возможности расплатиться по кредитам. Бурские лидеры просили отсрочки для должников, Милнер же ответил, что британское правительство обязано позаботиться о них, как о своих гражданах. Было решено не включать этот пункт в договор и удовлетвориться его присутствием в протоколе.
Проект договора был послан в Лондон, и 28 мая переговорщики снова собрались, чтобы зачитать ответ британского правительства. То несколько скорректировало первоначальные формулировки и уменьшило количество пунктов с 12 до 10. Были объединены пункты 2 и 3, где говорилось о перемещении в родные округа пленных и вооружённых на тот момент буров. Также пункт 11 был вынесен из-под номера и был описан в последнем абзаце договора; в нём говорилось о погашении военных займов и будущих кредитах бурах. Британские переговорщики заявили, что от бурского собрания требуется только ответить на условия договора «да» или «нет», без возможности изменения договора. Они также дали понять, что в случае отрицательного ответа переговоры будут прекращены. Ответ буры должны были дать не позднее 31 мая. Бурских лидеров также интересовала судьба примкнувших к ним соплеменников из британских колоний, и в тот день им был дан ответ. Правительство Наталя не сделало поблажек своим восставшим жителям, и натальские буры должны были пойти под суд как бунтовщики. Наказание капских буров было меньшим: пожизненное лишение избирательных прав, если те невиновны в убийствах и признают свою вину. Это не касалось буров, находившихся до войны на государственной службе или командовавшими отрядами восставших; они должны были судиться за измену, но не подлежали смертной казни.
29 мая члены бурских правительств доложили Феринихингскому собранию об итогах переговоров и предложили 3 выхода: подписать предложенный договор; продолжить войну; сдаться безо всяких условий. Выступления депутатов снова свелись к вопросу, можно ли продолжать войну. Одна сторона, в основном трансваальцы, выступала за прекращение войны, обвиняя сторонников продолжения борьбы в отсутствии весомых аргументов. Эту позицию пропагандировали, в частности, де ла Рей и Бота. Де Вет, уповая на Бога и депутацию в Европе, стремился продолжать войну до победы. На следующий день дебаты продолжились. Перед этим было объявлено, что президент Стейн снимает с себя полномочия из-за продолжительной тяжёлой болезни и назначает исполняющий обязанности президента Оранжевой республики де Вета. Преторийский депутат Ноде, которому бюргеры дали чёткое указание не допускать потери независимости, пытался саботировать обсуждение, объявив о юридической невозможности голосовать по поводу потери независимости. Герцог обвинил депутатов из отрядов в наиболее плачевном состоянии, что те своими рассказами снизили моральный дух большинства депутатов, до собрания желавших продолжать войну. Смэтс произнёс самую продолжительную речь, призвав согласиться на прекращение войны. До конца дня депутаты обменивались противоположными мнениями, сторонники продолжения войны заявляли, что не могут пойти против своей совести.
Утром 31 мая несколько комиссий стали готовить свои редакции ответа британскому правительству на проект договора, в итоге был принят вариант Смэтса и Герцога. Там выражалось сожаление о военных действиях британцев и непозволении снестись с европейской депутацией; описывалось критическое положение буров; давалось разрешение правительствам бурских республик подписать предложенный договор. 54 депутата проголосовали за этот ответ, 6 против; поимённо проголосовавшие «против» в протоколе собрания указаны не были. Вечером правительства обеих республик вернулись в Преторию для подписания договора. От Великобритании на левой стороне последней страницы договора расписались Китченер и Милнер; правую сторону подписали 6 членов трансваальского правительства и, чуть ниже, четверо (без Стейна) представителей с того момента не существовавшей Оранжевой республики.

## Основные положения
Войска буров должны были сложить оружие, прекратить борьбу и признать власть британского короля. Те из них, кто находился за пределами территорий обеих республик, а также пленные буры по мере возможности могли вернуться в места их жительства. Все они подлежали амнистии, за исключением нарушивших законы и обычаи войны. Им гарантировались личная свобода и сохранение имущества, которое освобождалось от каких-либо налогов для покрытия военных расходов. Нидерландский язык должен был сохраниться в школах, а при необходимости применяться в судах. Буры должны были сдать личное оружие или получить разрешение на его ношение, если это объективно необходимо. Бурам гарантировалось по прошествии некоторого времени создание автономного самоуправления, которое само решит, следуют ли дать чёрному населению избирательное право. В каждом округе создавалась комиссия, которая должна была заняться материальной помощью нуждающимся из-за войны бурам и способствовать их включению в народное хозяйство. Эти комиссии также должны были обналичить банковские билеты и квитанции, выданные во время войны. На эти цели выделялись 3 миллиона фунтов, помимо этого британское правительство обещало выдавать нуждающимся займы под низкий процент.

## Последствия
2 июня депутаты разъехались по округам, в последующие дни бюргеры сложили оружие. Некоторые бюргеры, такие как последний госсекретарь Трансвааля Рейц, отказались признать британскую власть и были вынуждены покинуть территорию империи. Другие лидеры буров вошли в состав руководства новых колоний Великобритании, Оранжевой реки и Трансвааля, созданных на территории республик (от Трансвааля был отторгнут Свазиленд). В 1909 году британским парламентом был принят акт, по которому Капская колония, Оранжевая река, Трансвааль и Наталь со следующего года становились доминионом под названием Южно-Африканский Союз. В 1914 году, вскоре после начала Первой мировой войны, часть буров подняла восстание с целью добиться независимости. Одним из его руководителей был де Вет, но оно было быстро подавлено. Тем не менее, премьер-министрами ЮАС были только буры-африканеры. В 1948 году власть захватила африканерская Национальная партия, вскоре сформировавшая режим апартеида. В 1961 году, по итогам референдума, к участию в котором чёрное население не допускалось, доминион объявил о своей полной независимости и был переименован в Южно-Африканскую республику. Африканеры потеряли власть в стране в 1994 году с падением апартеида.